# Ernst Ludwig Eberhard Schmitz

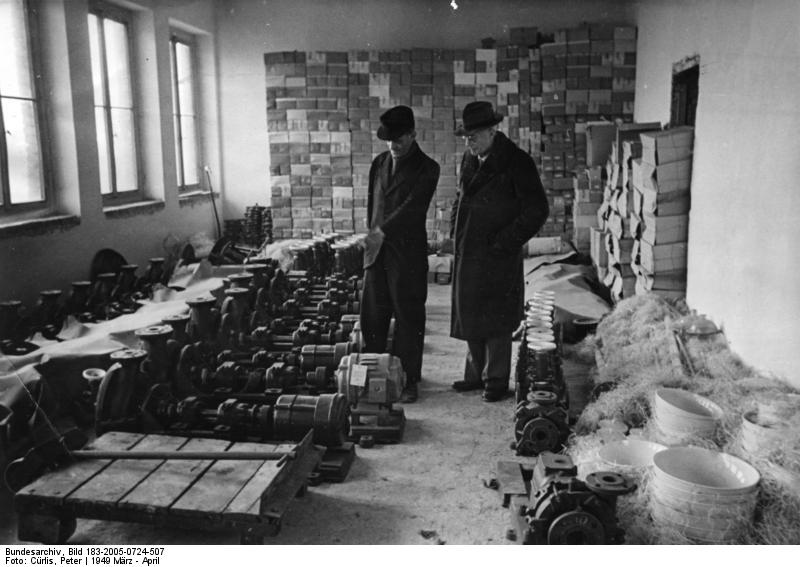
Ernst Schmitz bei der Besichtigung von Ausrüstungsgegenständen im März 1949 bei Fahlberg-List

Ernst Ludwig Eberhard Schmitz (* 23. März 1882 in Dortmund; † 8. Februar 1960 in Magdeburg) war ein deutscher Chemiker.

## Leben
Ernst Schmitz wurde als viertes Kind des Regierungsbaurates Franz Schmitz geboren. Er wuchs in Köln auf und nahm dann ein Chemiestudium in Bonn und Göttingen auf. 1905 promovierte er bei Otto Wallach zum Thema der Abkömmlinge des β-Terpineols. Es schloss sich ein Teilstudium der Medizin in Freiburg an.
Von 1906 bis 1909 war er bei Paul Ehrlich in Frankfurt am Main tätig, wo er sich insbesondere mit Arsenverbindungen befasste. Ehrlich entwickelte 1909 das Syphilis-Medikament Salvarsan. Anschließend war Ernst Schmitz bis 1918 am Frankfurter Institut für vegetative Physiologie beschäftigt. Nach seiner 1916 abgeschlossenen Habilitation wurde er 1920 außerordentlicher Professor. 1921 erhielt er einen Lehrstuhl an der Friedrich-Wilhelms-Universität Breslau. Er veröffentlichte etwa 100 Arbeiten, wobei er bis 1932 vor allem Themen zur Physiologie von Leber, Drüsen, Muskeln und zentralem Nervensystem bearbeitete. Mit dem Ende des Zweiten Weltkriegs musste Schmitz 1945 aus Breslau fliehen und wurde noch im gleichen Jahr Leiter des Pharmalabors von Fahlberg-List, einem Chemie- und Pharmaproduzenten im Magdeburger Stadtteil Salbke. Tätigkeitsschwerpunkt war hier die Arzneimittelsynthese. Wichtigste Aufgabenstellung war die Synthese von Salvarsan, einem Mittel, um die in der Sowjetischen Besatzungszone gehäuft auftretende Syphilis zu bekämpfen. Am 15. Juli 1946 wurden die ersten fünf Kilogramm eines Savarsan-Analogons übergeben. Mit dem zunächst unter der Bezeichnung Arsaminol dann als Neo-Arsoluin vertriebenen Mittel, gelang die Eindämmung der Krankheitsausbreitung. Schmitz erhielt 1949 den Nationalpreis der DDR 2. Klasse. Die Gesellschaft für Deutsch-Sowjetische Freundschaft ernannte ihn zum Ehrenmitglied. Schmitz gehörte zum Vorstand eines 1953 gegründeten Pawlow-Arbeitskreises, der sich der Verbreitung der Lehren des russischen Mediziners Iwan Petrowitsch Pawlow widmete. Zumindest Anfang der 1950er Jahre lebte Schmitz im Magdeburger Stadtteil Westerhüsen an der Adresse Alt Westerhüsen 175 in unmittelbarer Nähe des Werks. Sein Nachbar in diesem Haus war sein Kollege Hans Fürst. Das Gebäude besteht heute nicht mehr.

## Schriften
- Neue Abwandlungsprodukte aus β-Terpineol, Dissertation Göttingen 1905
- Mechanismus der Acrosebildung (damit Totalsynthese von Fruktose und Sorbose), 1913
- Haftfestigkeit der Arsensäure am aromatischen Kern, 1914
- Kurzes Lehrbuch der chemischen Physiologie, 1920, Neufassung 1959
- Harnfarbstoffe, 1925
- Nachweis und Bestimmung der Eiweißkörper und ihrer Abbauprodukte im Blutplasma, 1927
- Chemie der Fette, 1927
- Harn, 1927
- Chemie des zentralen und peripheren Nervensystems, 1929
- Mineralstoffwechsel und Ernährung, 1932
- Ein neuer Bestandteil der Nebennierenrinde, 1933
- Innere Sekretion der Nebennierenrinde, 1933
- Die Bedeutung der Milz für den Baustoffwechsel des Zentralnervensystems, 1941
- Verhalten der Kohlenhydrate im Munde, 1943
- Paul Ehrlich und die Entstehung der chemotherapeutischen Wissenschaft, 1955